# Eric McFadden
Pour les articles homonymes, voir McFadden.
Eric Byron McFadden (né le 1er décembre 1965 à New York) est un guitariste et chanteur américain vivant dans la région de San Francisco en Californie.
Il est réputé pour sa virtuosité à la guitare et la mandoline, ainsi que pour son sens de la mélodie et la richesse de son registre vocal, qui lui valurent d'être décrit comme « un authentique troubadour de l'Ouest américain doublé d'un maestro de la 6 cordes. » Son style musical, relativement inclassable, pourrait se définir comme un mélange de rock, de blues, de flamenco et de musique tzigane, bien que cela soit réducteur tant ses influences sont larges et ses projets nombreux et variés (plus d'une dizaine). Ses paroles sont généralement sombres, ses thèmes de prédilection étant, outre une vision torturée du monde du cirque et des clowns, la vie, la mort et l’amour, et plus spécifiquement les liens existant entre ces trois notions.

## Biographie
Dès sa naissance en 1965, Eric McFadden baigne très vite dans la musique, sa mère ayant chanté au sein du groupe de rock underground The Fugs, tandis que son père l'initie à la musique de Jimi Hendrix et du Mahavishnu Orchestra,.
Après avoir appris la guitare à Albuquerque au Nouveau-Mexique, ayant notamment comme professeur Stanton Hirsch,, Eric déménage à Syracuse, dans l'État de New York, pendant son adolescence, où il perfectionne son enseignement, découvrant le jazz puis le flamenco.
Il joua dans un grand nombre de formations dans la région d'Albuquerque, et notamment les Angry Babies, groupe mêlant musique punk, rock et heavy metal qui a beaucoup tourné aux États-Unis et a sorti 3 albums.
Après s'être installé à San Francisco, où il vit toujours actuellement, il gagna en notoriété en devenant chanteur et guitariste du groupe Liar, formé en 1994 avec Paula O'Rourke (qu’il épousa en 1997) à la basse, Paulo Baldi, percussionniste du groupe Cake, à la batterie et Marisa Martinez Mead au violon. Celle-ci quitta le groupe en 1997 et fut remplacée par Sheila Schat, avant de reprendre sa place peu de temps après.
Le premier album des Liar Devil Dog Road, ainsi que le suivant Gone Too Far, furent très bien accueillis tant par le public que par la critique[source insuffisante], le groupe remportant le SF Weekly Music Awards (Wammy) en 1997 ainsi que le Bam Magazine's California Music Awards en 1998.
Avec Paulo Baldi, ils formèrent plusieurs autres groupes suscitant chaque fois l'engouement de la presse spécialisée, parmi lesquels Alien Lovestock, aux côtés de Anton Kozikowski à la guitare rythmique et au chant, ainsi que Charles Gasper à la basse, le Eric McFadden Trio avec James Whiton, ou encore les Eric McFadden Experience avec Paula O'Rourke, Sam Bass et Ben Barnes, avec qui il remporta un nouveau Wammy en 1998.

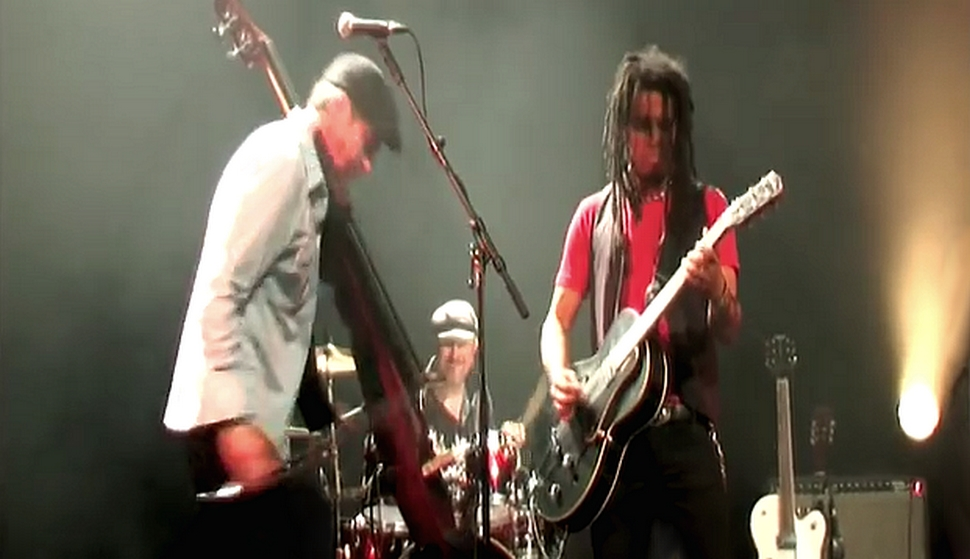
Eric McFadden trio, Café de la Danse, Paris 2011.

Outre ses propres projets, Eric a joué pendant deux ans de la guitare et de la mandoline pour Georges Clinton et les P-Funk All-Stars. En 2004, il rejoignit le groupe Stockholm Syndrome du bassiste Dave Schools et du batteur Wally Ingram (qui a notamment joué pour Sheryl Crow et Tracy Chapman). Il a également joué avec le groupe Living Colour, le bluesman Bo Diddley, Joe Strummer, le leader des Clash, ou encore Les Claypool du groupe Primus. Plus récemment, il a accompagné l’ex-Animals Eric Burdon lors de sa tournée de 2006,, aux côtés de Paula O’Rourke.
En 2005, Eric McFadden signe sur le label français Bad Reputation, lequel fait paraître, outre les rééditions de ses albums Devil Moon et Diamonds to Coal ainsi qu'un double best of de l'ensemble de ses projets titré Dementia, ses dernières réalisations tant en solo qu'au sein du Eric McFadden Trio.
En mai 2011, il fait la première partie de Zucchero lors des dates françaises de sa tournée mondiale.

## Matériel
Guitares :
- Fender Telecaster Jerry Donahue Signature
- Gibson L-10 noire de 1933
- Gibson ES-150 de 1947
- Gibson Les Paul Standard
- Godin 5th Avenue Kingpin Black
- Gretsch GG5120 Electromatic Hollow Body
- LaPatrie Étude
- Asher Ultra Tone
- Mandoline Washburn M3WSE

Micros :
- Fender Vibrolux Reverb

Pédales d'effet :
- Dunlop Cry Baby (wah-wah)
- Reverend Drivetrain
- ProCo RAT
- Boss TU-2 tuner

## Discographie
Albums solo
- 2000 : Eric McFadden
- 2003 : Devil Moon
- 2006 : Dementia
- 2007 : Let’s Die Forever…Together
- 2009 : Train to Salvation
- 2010 : Pull A Rabbit Out Of His Hat - Tribute Vol.2
- 2011 : Bluebird On Fire
- 2015 : The Light Ahead
- 2018 : Pain By Numbers

Eric McFadden Trio
- 2002 : The Un-Official Non-Japanese Import of the Not So Secret Northwest Club Shows (live)
- 2003 : Diamonds to Coal
- 2005 : Joy Of Suffering
- 2008 : Want Me Too (EP)
- 2008 : Delicate Thing

The Eric McFadden Experience
- 1996 : Who's Laughing Now?
- 1999 : Our Revels Now Are Ended

Eric McFadden & Wally Ingram
- 2005 : Alektorophobia

IZM
- 2001 : IZM

Alien Lovestock
- 1997 : We Are Prepared To Offer You
- 2000 : Planet of the Fish

Eric McFadden & Stanton Hirsch
- 1998 : Live at the Dingo
- 2004 : Captured Alive - Doin' Jazz (live)

Sons of Crack Daniels
- 2006 : Medicine

Far Away Brothers
- 1998 : Long Ago and Far Away
- 1999 : Start The Engine & Drive Away

Holy Smokes
- 1999 : Holy Smokes

LIAR
- 1995 : Devil Dog Road
- 1997 : Gone Too Far

Angry Babies
- 1988 : From The Womb
- 1992 : Mr. Toyhead

### Participations
- Saddle Sores - Drink Drink Drink (1993)
- Deadweight - Deadweight (1997)
- Birdsaw - Haunted By One Question (1998)
- Susan Z. - Believe (1998)
- Tiny - Tiny (1999)
- Kountry Kays - Cat O'9 Tails (1999)
- Pat MacDonald - Begging Her Graces (1999)
- Slang - The Bellweather Project (2000)
- Slang - More Talk About Tonight (2004)
- Stockholm Syndrome - Holy Happy Hour (2004)
- Stockholm Syndrome - Live at Streetlight Records (2010)
- Stockholm Syndrome - Apollo (2011)
- George Clinton & The P-Funk Allstars - How Late Do U Have 2BB4UR Absent? (2006)
- The Coup - Pick a Bigger Weapon (2006)

## Clips
- Mr. Toyhead, issu du second album des Angry Babies
- Everything Good, issu de l'album Gone Too Far du groupe Liar
- Wiser Than Jesus, issu de l'album We Are Prepared To Offer You du groupe Alien Lovestock
- Under Her Curse, issu de l'album Our Revels Are Ended des Eric McFadden Experience
- What is They?, issu de l'album Diamonds to Coal du Eric McFadden Trio (feat. Pat MacDonald)
- The Ghost of Saint Patrick?, issu de l'album Eric McFadden Trio du Eric McFadden Trio
- Did you hear that sound? issu de l'album Let’s Die Forever…Together, réalisé par Régis Raffin
- Where is Ferdinand?, issu de l'album Train of Salvation, réalisé par Régis Raffin
- Wake Up Dead Man, reprise d'un titre de U2
- Womanizer, reprise d'un titre de Britney Spears
- Ashes to Ashes, reprise d'un titre de David Bowie